# Conlon Nancarrow
Conlon Nancarrow (27. oktober 1912 – 10. august 1997) var en amerikansk komponist og trompetist. Han kæmpede mod fascisterne i den spanske borgerkrig fra 1937 til 1939 og fik ved hjemkomsten konfiskeret sit pas. Han gik herefter i eksil i Mexico, hvor han i 1956 blev statsborger. Mange af hans værker er komponeret for mekanisk klaver. Der høres også indflydelse fra folkemusikken og jazz samt en stor påvirkning fra Johann Sebastian Bach. Hans musik begyndte først i 1970'erne at få bredere opmærksomhed, som siden har været stadig stigende.